# Trouville (Seine-Maritime)
Trouville település Franciaországban, Seine-Maritime megyében. Lakosainak száma 617 fő (2022. január 1.). Trouville Allouville-Bellefosse, Alvimare, Beuzevillette, Bolleville, Foucart, Grand-Camp, Lintot, Saint-Aubin-de-Crétot és Saint-Nicolas-de-la-Haie községekkel határos.

## Népesség
A település népessége az elmúlt években az alábbi módon változott:
| Lakosok száma | 639  | 645  | 646  | 632  | 625  | 624  | 625  | 626  | 617  |
|               | 2013 | 2015 | 2016 | 2017 | 2018 | 2019 | 2020 | 2021 | 2022 |